# Bűnös (Született feleségek)
A "Bűnös" (Guilty) a Született feleségek (Desperate Housewives) című amerikai filmsorozat nyolcadik epizódja. Az Amerikai Egyesült Államokban először az ABC csatorna sugározta 2004. november 28-án. Magyarországon 2005. december 14-én került leadásra.

## Az epizód cselekménye
Miután Andrew ittas vezetésének köszönhetően Juanita balesetet szenvedett, Bree Van de Kamp kitalál egy megoldást, hogy megvédje fiát a börtöntől. Gabrielle bevall mindent Crowley atyának, aki azt mondja, hogy bűneit meg kell gyónnia. Gabrielle vonakodik, hogy nem teszi, mert boldog akar lenni, melyre a pap azt feleli, hogy ez egy önző gyermek válasza. Mielőtt a nő elhagyja anyósa kórtermét, azt mondja, hogy tudja. Bűntudatát később apró tettel próbálja csillapítani: némán segít Juanitát megfürdetni. Lynette próbálja helyreállítani romokban lévő bioritmusát egy kis akupunktúrával, de semmi haszna. Mikor fiai cserkészcsapatát kell felügyelnie, már teljesen elkezd bekattanni. Lynette arról álmodik, hogy Mary Alice (és pisztolya) segítségével öngyilkos lesz. Mr. Shaw úgy dönt, hogy teljesíti Paul akaratát, meggyilkolja azt, aki a zsarolólevelet küldte, Edie Brittet. Viszont, mikor kiderül, hogy a papír nem is az övé, hanem Mrs. Hubertől lopta, minden megváltozik. Paul meglátogatja Mrs. Hubert, és számon kéri, miért írta meg a zsarolólevelet. Az asszonynak sürgősen kellett a pénz, és úgy gondolta, hogy inkább vesz el rossz embertől, mint jótól. Mondta Paulnak, hogy ne aggódjon, imádkozik Mary Alice-ért. A férfi megkérdezi, hogy nem is bánja-e, amiért felesége miatta lett öngyilkos, erre látta, hogy Mrs. Huber teljesen meg van győződve, hogy nem azért lett Mary Alice öngyilkos, mert ő írt egy levelet, hanem azért, amit azzal a szegény gyerekkel tett. Paul erre begurul, leüti a nőt egykori felesége turmixgépével, majd megfojtja. Eközben Susan és Mike éppen először feküdnek le egymással.

## Szereplők
- - Susan Mayer – Teri Hatcher
  - Lynette Scavo – Felicity Huffman
  - Bree Van De Kamp – Marcia Cross
  - Gabrielle Solis – Eva Longoria
  - Mary Alice Young – Brenda Strong
  - Mike Delfino – Jamie Denton
  - Edie Britt – Nicollette Sheridan
  - Paul Young – Mark Moses
  - Zach Young – Kody Cash
  - Carlos Solis – Richardo Antonio Chavira
  - Rex van de Kamp – Steven Culp
  - Tom Scavo – Doug Savant
  - John Rowland – Jesse MetCalfe
  - Julie Mayer – Andrea Bowen
  - Martha Huber – Christine Estabrook
  - Preston Scavo – Brent Kinsman
  - Porter Scavo – Shane Kinsman
  - Juanita Solis (Solis mama) – Lupe Ontiveros
  - Noah Taylor – Bob Gunton
  - Maisy Gibbons – Sharon Lawrence
  - Dr. Albert Goldfine – Sam Lloyd
  - Jordana Geist – Stacey Travis
  - Dr. Sicher – Gregg Daniel
  - Danielle Van De Kamp – Joy Lauren
  - Mrs. Truesdale – Shannon O'Hurley
  - Yao Lin – Lucille Soong
  - Ida Greenberg – Pat Crawford Brown
  - Jerry Shaw – Richard Roundtree
  - Dr. Chang – Freda Foh Shen
  - Crowley atya – Jeff Doucette

## Mary Alice epizódzáró monológja
- A narrátor, Mary Alice monológja az epizód végén így hangzik (a magyar változat alapján):

„Van egy széles körben olvasott könyv, amiben az áll, hogy mind bűnösök vagyunk. Na, persze nem mindenki érez bűntudatot a kilengései miatt. Velük ellentétben vannak, akik többet vállalnak magukra, mint az, ami őket terheli. Mások a gyöngédség apró cselekedeteivel csitítják lelkiismeret-furdalásukat. Megint mások azzal, hogy azt mondogatják, tettük jogos volt. Végül vannak, akik egyszerűen megesküsznek, hogy ezentúl jók lesznek, és megbocsátásért könyörögnek. Imáik néha meghallgattatásra találnak.”

## Érdekességek
- Ebben a részben Lynette a hiperaktivitási gyógyszerek hatására azt álmodja, hogy dühében földhöz vág jópár dolgot, majd látja Mary Alice-t leszállni az égből, és halott barátnője odaadja neki a revolvert, amivel megölte magát. Lynette épp ott tart, hogy meghúzza a ravaszt, amikor felébred. Ez alatt a háttérzene a „The 59th Street Bridge Song (Feelin' Groovy)” című szám, amit Harpers Bizarre, Simon és Garfunkel játszik.
- Eredetileg Lynette öngyilkos álma az lett volna, hogy Susan Smith cselekedetéhez hasonlóan Lyenette is belehajt a kocsijával egy tóba, majd megfullasztja gyermekeit. Az ABC vezetősége elvetette annak ötletét, hogy Lynette meggyilkolja fiait, így Lynette öngyilkosságára cserélték, amiben Mary Alice is megjelent.
- Ebben a részben Lynette kétszer is látja álmában Mary Alice-t, ugyanígy a 3. évad 7. részében is.
- Mikor Susan alatt beszakad a padló, érdekes módon a papucscipője a lábán marad.
- Mikor a feleségek az utat súrolják, egy piros sportkocsi elszáguld mellettük. Lynette begurul, és a kefét hozzávágja az autóhoz, majd leguggol, és továbbsúrol a kefével, amit eldobott.

## Epizódcímek szerte a világban
- Angol: Guilty (Bűnös)
- Finn: Syyllinen (Bűnös)
- Francia: Nous sommes tous des pêcheurs (Mindannyian bűnösök vagyunk)
- Német: Schuldig (Bűnös)
- Olasz: Sensi di colpa (Bűntudatok)
- Spanyol: Culpable (Bűnös)
- Horvát: Krivica (Bűnös)